# 시암의 관등
시암의 관등(태국어: บรรดาศักดิ์)은 시암이 전제군주제 하에 있었을 때 통용되던 관등의 단계이다. 이를 처음으로 정비한 것은 15세기 아유타야 왕조의 보롬뜨라일로까낫(태국어: สมเด็จพระราเมศวรบรมไตรโลกนาถบพิตร 솜뎃프라라메수안보롬뜨라일로까낫보핏[*], 1431년~1488년, 재위 1448년~1488년) 왕이다. 처음 도입되었을 시 품계는 9품계로, '솜뎃짜오프라야', '짜오프라야', '프라야', '짜믄', '루앙', '쿤', '짜', '믄', '판'이 있었으나 이후 짜믄이나 짜 등은 사라졌다.
아유타야 시대 말기에는 8품계의 관등이 있었으나, 톤부리 왕조 시대에 다시 최고위 관등 솜뎃짜오프라야가 추가되어 9품계가 되었고 이것이 이후 짜끄리 왕조 시기까지 이어졌다. 삭디나가 10~25라이인 평민은 이 9품 아래의 위치로, '프라이(태국어: ไพร่)'라고 불렸다. 5라이의 삭디나를 갖는 노예, '탓(태국어: ทาส)'은 이보다도 낮은 계급이다.
유럽의 작위와 개념상 유사했기 때문에 관등을 가진 사람을 대상으로 한 외교적 업무에서는 비슷한 격위의 유럽 귀족이 파견되기도 했다. 이 9품계 제도는 시암의 입헌혁명기에 폐지되었다. 그러나 '나이' 등 일부는 현대어에서도 살아남아 '~~씨' 등을 뜻하는 경칭으로 사용되기도 한다.

## 관등표
| 품계 | 명칭           | 유럽식 작위와의 비교     |
| ---- | -------------- | ------------------------ |
| 1품  | 솜뎃짜오프라야 | 대공위와 동격            |
| 2품  | 짜오프라야     | 공작위와 동격            |
| 3품  | 프라야         | 후작위와 동격            |
| 4품  | 프라           | 백작위와 동격            |
| 5품  | 루앙           | 자작위와 동격            |
| 6품  | 쿤             | 남작위와 동격            |
| 7품  | 믄             | 본격적인 귀족 대접.      |
| 8품  | 판             |                          |
| 9품  | 타나이(나이)   | 귀족 대접을 받지는 못함. |

## 유명인의 관등
- 타이의 고전기 최고 시인 순톤푸는 4품 프라를 받았다.
- 일본인 모험가로서 타이에서 활동한 야마다 나가마사는 3품 프라야를 받았다.